# ال‌ای من کی هستم که دوستت داشته باشم
«ال‌ای می کی هستم که دوستت داشته باشم» (انگلیسی: LA Who Am I to Love You) شعری از خواننده-ترانه‌سرای آمریکایی لانا دل ری برای نخستین مجموعه اشعارش بنفشه روی چمن به پشت خم شد (۲۰۲۰) است. این شعر توسط دل ری برای آلبوم گفتاری به همین نام و با همراهی موسیقی توسط جک آنتونوف ضبط شده‌است. این ترانه در ۲۷ ژوئیه ۲۰۲۰، یک روز پیش از انتشار آلبوم، در رسانه‌های دیجیتالی منتشر شد.